# Живе Білорусь! (фільм)
«Хай живе Білорусь!» (біл. Жыве Беларусь!, Žyvie Biełaruś!, пол. Żyje Białoruś!) — польський художній фільм, знятий режисером Кшиштофом Лукашевичем. Прем'єра фільму відбулася 22 травня 2012 року на 65-му Каннському кінофестивалі. Дистрибуцією фільму в Польщі займається польська компанія Kino Świat, світової дистрибуцією — італійська Intramovies. У кінотеатрах Білорусі фільм не демонструвався. За словами творців, фільм присвячений реальним подіям в сучасній Білорусі, зокрема політичному режиму Лукашенка.

## Сюжет
Події у фільмі відбуваються з 2009 по 2010 рік у Білорусі. Головний герой фільму — 23-річний білоруський рокер Мирон Захарко. Він не цікавиться політичною ситуацією в країні. Через серцеву недостатність та інші захворювання, отримані ймовірно в результаті впливу наслідків чорнобильської катастрофи, військова комісія дає йому відстрочку від армії. Дівчина Мирона Віра, на відміну від нього, є прихильницею білоруської опозиції.
На одному з концертів група Мирона «ФорZа» виконує композицію про революцію (без проведення паралелей з опозиційним рухом у Білорусі), а потім Зміцер — один з музикантів групи — проти волі Мирона провокує натовп на скандування антивладних гасел. Мирон намагається заспокоїти публіку, попереджає натовп про те, що їхні поточні дії небезпечні для них, проте це не допомагає. В результаті концерт розганяють за допомогою димових шашок та сльозогінного газу, а діяльність групи влада обіцяє відтепер суворо контролювати. Мирона затримують співробітники КДБ і доставляють його у військовий комісаріат. Медкомісія на засіданні анулює його діагнози, не даючи хлопцеві можливості оскаржити їхнє рішення. Мирона, що опирався, побили присутні службісти. Потім співака відправили на службу — у військову частину, розміщену в зоні відчуження Чорнобильської АЕС.
В армії Мирон разом з іншими молодими солдатами потерпає від жорсткої дідівщини. Потай від інших бійців Захарко спілкується з Вірою, розповідаючи їй про своє життя в армії, а вона, користуючись отриманою від Мирона інформацією, веде блог від імені анонімного солдата у вигляді щоденника. Блог стає дуже популярним і привертає увагу міністерства оборони. Мирона підозрюють, що він і є автором. Віру відвідують співробітники КДБ — конфіскують її жорсткий диск як речовий доказ.
Під час репетирування військової присяги один з молодих солдатів — Сірий — відмовляється складати її російською мовою. Солдат, після кпин та приниження офіцерами, все одно намагається скласти присягу білоруською, та відмовляється складати за чинного президента, у чому йому відмовляють. Увечері Сірого знаходять закривавленим, з серйозними пораненнями. Під час візиту віце-міністра оборони в частину Мирон звертається до нього з проханням допомогти з легалізацією білоруської мови в армії шляхом видання статуту цією мовою. У підсумку, Мирона карають гаупвахтою. Це викликає хвилювання серед опозиційної молоді: на вулицях Мінська відбуваються велелюдні мітинги, народ вимагає свободи білоруській мові. Стає відомо, що автор щоденника — Мирон. Люди розвішують по Мінську плакати із зображенням хлопця, роблять графіті, розміщують зображення в інтернеті. У результаті влада йде на поступки — Міністерство оборони оголошує про випуск статуту білоруською мовою.
Напередодні приїзду тележурналістів командування частини вимагає, щоб Мирон дав їм інтерв'ю, сказавши, що вів блог з почуття помсти за те, що його забрали в армію, але тепер кається в цьому. Мирона знову відвозять на гаупвахту, де «діди» його жорстоко б'ють і знущаються над ним. Силовики вриваються в будинок Мирона і Віри, яка друкує там нові агітаційні плакати. В її кімнаті створюють безлад, роблячи її схожою на притон, а самій Вірі вколюють наркотик. Журналісти «Білоруського телебачення» знімають кімнату, подаючи все у невигідному для опозиції та Мирона світлі.
Мирон вирішує балотуватися на місцевих виборах, про що й повідомляє в обіцяному інтерв'ю. Захарко, що пробрався у службові приміщення дільниці, під час підрахунку голосів дізнається про свою перемогу, але стає свідком фальсифікації. Він знімає махінації з голосами на камеру свого телефону. За Мироном, що ховається в виборчій дільниці, приїздить замполіт з солдатами, Захарко тікає. Після тривалої втечі хлопець втрачає свідомість. Він переживає інсульт, його комісують з армії.
Покинувши армію, Мирон викладає в інтернет відеозапис фальсифікації виборів. Це відбувається після президентських виборів 2010 року, на яких за офіційним підсумком перемогу здобуває Олександр Лукашенко. Захарко бере участь у масовій акції протесту на Площі Незалежності. Фільм закінчується тим, що Мирон опиняється серед затриманих міліцією учасників акції.

## Вплив фільму
На початку серпня 2012 з'явилася інформація про те, що білоруська державна кіностудія «Білорусьфільм» розірвала з актором Анатолієм Котом, що раніше зіграв у фільмі «Живе Білорусь» одну з головних ролей, контракт на його зйомки в серіалі «Сліди апостолів», незважаючи на те, що до початку робіт все вже було підготовлено. Сам актор розповів про це, підтвердивши також те, що дане розірвання контракту пов'язано саме з його участю у фільмі «Живе Білорусь».
У квітні 2013 Вінсент, який зіграв у фільмі головну роль, заявив, що після прибуття до Білорусі після зйомок «Живе Білорусь» його почали переслідувати білоруські спецслужби: артиста викликали на допити, на нього писалися доноси ; діагнози, що давали артисту відстрочку від армії, були анульовані. Крім того, за словами Вінсента, йому «фактично без підстав» заборонили виїзд за кордон. На цей час[коли?] Вінсент знаходиться поза територією Білорусі і побоюється повертатися в країну. Згідно білоруським опозиційним ЗМІ, на батьківщині йому загрожує або в'язниця, або служба в армії.
Фільм «Живе Білорусь» був підданий критиці білоруським посольством у Польщі. Посол Білорусі Віктор Гайсенок написав польському дистриб'ютору фільму Kino Świat лист, згідно з яким «жоден з показаних у стрічці фрагментів не має нічого спільного з реальністю, а просто демонструє хвору фантазію автора сценарію». Образ ситуації в Білорусі, створений у фільмі, був охарактеризований як «фальшивий», а сам фільм і його поширення названі спробою посварити Білорусь і Польщу. Віктор Гайсенок закликав польського дистриб'ютора відмовитися від поширення фільму і показу його в кінотеатрах.

### Фільм-відповідь «Ми, брати»
8 вересня 2013 білоруський режисер Андрій Курейчик (біл. Андрэй Курэйчык)  опублікував інформацію про те, що Міністерство культури Республіки Білорусь за підтримки Адміністрації президента країни почало роботу над художнім фільмом під робочою назвою «Авель», який, згідно з Курейчиком, мав стати «офіційною відповіддю на фільм „Живе Білорусь“». Продюсер Сергій Жданович підтвердив, що один з фрагментів фільму буде присвячений подіям акції протесту на мінській Площі Незалежності. Сергій Жданович висловив думку, що майбутній фільм не буде займати лише одну політичну позицію, а покаже історію об'єктивно. Режисером буде автор фільму «Брестська фортеця» росіянин Олександр Котт. Планувалося, що на зйомки фільму будуть запрошені голлівудські актори. Бюджет фільму — 2 мільйони доларів США. Очікувалося, що фільм буде орієнтований передусім на закордонного глядача і демонструватиметься на міжнародних кінофестивалях.
Зйомки фільму затягувалися і супроводжувалися гучними скандалами-обвинуваченнями керівництва знімальної групи у розкраданні коштів з бюджету фільму.
Прем'єра фільму під назвою «Ми, брати» (рос. "Мы, братья") відбулася на початку жовтня 2015 року. Фільм — «ідеологічна відповідь» за місяць зібрав у прокаті 20 тис. доларів при собівартості зйомок 2 млн доларів (за деякими даними — 5 млн.). Кінопродукт транслювали у майже порожніх залах, у місті Могильові на сеанс зібрали школярів і зала дійсно була заповнена. Зрештою, фільм зняли з показу. Нищівну статтю-критику про фільм написав відомий білоруський бізнесмен Александр Книрович.
Провладний агітатор фільму «Ми, брати» Андрій Курейчик у 2020 став громадським активістом, виступав за демократію і навіть став членом білоруської опозиційної Координаційної ради.